# کونیواپتان
کونیواپتان (انگلیسی: Conivaptan) یک مهارکننده غیرپپتیدی گیرنده هورمون ضد دیورتیک (وازوپرسین) است.
کونیواپتان دو نوع از سه زیرگروه گیرنده وازوپرسین (V1a و V2) را مهار می‌کند. به طور موثر، باعث ایجاد دیابت بی مزه ایتروژنیک نفروژنیک می‌شود.